# Le Péril jeune
Le Péril jeune è un film del 1994 diretto da Cédric Klapisch.